# Gymnobothrus bounites
Gymnobothrus bounites är en insektsart som beskrevs av Nicholas David Jago 1970. Gymnobothrus bounites ingår i släktet Gymnobothrus och familjen gräshoppor. Inga underarter finns listade i Catalogue of Life.